# Draft NFL 2006
Il Draft NFL 2006 è stata la selezione annuale dei migliori giocatori di football americano in uscita dal college da parte delle squadra della NFL e si è tenuto il 29 e il 30 aprile 2006. L'ordine del draft è stato costituito invertendo l'ordine di come si è conclusa la stagione regolare 2005, quindi dalla squadra che aveva ottenuto meno vittorie a quella con più vittorie; tranne per le ultime due scelte (31ª e 32ª) che sono state assegnate rispettivamente alla perdente e alla vincente del Super Bowl XL. In caso di parità di vittorie si guardava come prima cosa la difficoltà del calendario che le squadre con lo stesso numero di vittorie si erano affrontate. In caso di ulteriore parità si guardavano il numero delle vittorie raggiunte all'interno della propria division o conference. Se la parità persisteva la decisione veniva presa con il lancio della monetina.

## Scelte
| † | = Pro Bowler |

|  | = Hall of Famer |

|  | Giro | Scelta | Squadra              | Giocatore                                                        | Ruolo                                                            | College                                                          | Conference                                                       |
|  | ---- | ------ | -------------------- | ---------------------------------------------------------------- | ---------------------------------------------------------------- | ---------------------------------------------------------------- | ---------------------------------------------------------------- |
|  | 1    | 1      | Houston Texans       | Mario Williams†                                                  | DE                                                               | NC State                                                         | ACC                                                              |
|  | 1    | 2      | New Orleans Saints   | Reggie Bush                                                      | RB                                                               | USC                                                              | Pac-10                                                           |
|  | 1    | 3      | Tennessee Titans     | Vince Young†                                                     | QB                                                               | Texas                                                            | Big 12                                                           |
|  | 1    | 4      | New York Jets        | D'Brickashaw Ferguson†                                           | OT                                                               | Virginia                                                         | ACC                                                              |
|  | 1    | 5      | Green Bay Packers    | A.J. Hawk†                                                       | LB                                                               | Ohio State                                                       | Big Ten                                                          |
|  | 1    | 6      | San Francisco 49ers  | Vernon Davis†                                                    | TE                                                               | Maryland                                                         | ACC                                                              |
|  | 1    | 7      | Oakland Raiders      | Michael Huff                                                     | S                                                                | Texas                                                            | Big 12                                                           |
|  | 1    | 8      | Buffalo Bills        | Donte Whitner†                                                   | S                                                                | Ohio State                                                       | Big Ten                                                          |
|  | 1    | 9      | Detroit Lions        | Ernie Sims                                                       | LB                                                               | Florida State                                                    | ACC                                                              |
|  | 1    | 10     | Arizona Cardinals    | Matt Leinart                                                     | QB                                                               | USC                                                              | Pac-10                                                           |
|  | 1    | 11     | Denver Broncos       | Jay Cutler†                                                      | QB                                                               | Vanderbilt                                                       | SEC                                                              |
|  | 1    | 12     | Baltimore Ravens     | Haloti Ngata†                                                    | DT                                                               | Oregon                                                           | Pac-10                                                           |
|  | 1    | 13     | Cleveland Browns     | Kamerion Wimbley                                                 | DE                                                               | Florida State                                                    | ACC                                                              |
|  | 1    | 14     | Philadelphia Eagles  | Brodrick Bunkley                                                 | DT                                                               | Florida State                                                    | ACC                                                              |
|  | 1    | 15     | St. Louis Rams       | Tye Hill                                                         | CB                                                               | Clemson                                                          | ACC                                                              |
|  | 1    | 16     | Miami Dolphins       | Jason Allen                                                      | S                                                                | Tennessee                                                        | SEC                                                              |
|  | 1    | 17     | Minnesota Vikings    | Chad Greenway†                                                   | LB                                                               | Iowa                                                             | Big Ten                                                          |
|  | 1    | 18     | Dallas Cowboys       | Bobby Carpenter                                                  | LB                                                               | Ohio State                                                       | Big Ten                                                          |
|  | 1    | 19     | San Diego Chargers   | Antonio Cromartie†                                               | CB                                                               | Florida State                                                    | ACC                                                              |
|  | 1    | 20     | Kansas City Chiefs   | Tamba Hali†                                                      | DE                                                               | Penn State                                                       | Big Ten                                                          |
|  | 1    | 21     | New England Patriots | Laurence Maroney                                                 | RB                                                               | Minnesota                                                        | Big Ten                                                          |
|  | 1    | 22     | San Francisco 49ers  | Manny Lawson                                                     | LB                                                               | NC State                                                         | ACC                                                              |
|  | 1    | 23     | Tampa Bay Buccaneers | Davin Joseph†                                                    | G                                                                | Oklahoma                                                         | Big 12                                                           |
|  | 1    | 24     | Cincinnati Bengals   | Johnathan Joseph†                                                | CB                                                               | South Carolina                                                   | SEC                                                              |
|  | 1    | 25     | Pittsburgh Steelers  | Santonio Holmes                                                  | WR                                                               | Ohio State                                                       | Big Ten                                                          |
|  | 1    | 26     | Buffalo Bills        | John McCargo                                                     | DT                                                               | NC State                                                         | ACC                                                              |
|  | 1    | 27     | Carolina Panthers    | DeAngelo Williams†                                               | RB                                                               | Memphis                                                          | C-USA                                                            |
|  | 1    | 28     | Jacksonville Jaguars | Marcedes Lewis†                                                  | TE                                                               | UCLA                                                             | Pac-10                                                           |
|  | 1    | 29     | New York Jets        | Nick Mangold†                                                    | C                                                                | Ohio State                                                       | Big Ten                                                          |
|  | 1    | 30     | Indianapolis Colts   | Joseph Addai†                                                    | RB                                                               | LSU                                                              | SEC                                                              |
|  | 1    | 31     | Seattle Seahawks     | Kelly Jennings                                                   | CB                                                               | Miami (FL)                                                       | ACC                                                              |
|  | 1    | 32     | New York Giants      | Mathias Kiwanuka                                                 | DE                                                               | Boston College                                                   | ACC                                                              |
|  | 2    | 33     | Houston Texans       | DeMeco Ryans†                                                    | LB                                                               | Alabama                                                          | SEC                                                              |
|  | 2    | 34     | Cleveland Browns     | D'Qwell Jackson†                                                 | LB                                                               | Maryland                                                         | ACC                                                              |
|  | 2    | 35     | Washington Redskins  | Rocky McIntosh                                                   | LB                                                               | Miami (FL)                                                       | ACC                                                              |
|  | 2    | 36     | New England Patriots | Chad Jackson                                                     | WR                                                               | Florida                                                          | SEC                                                              |
|  | 2    | 37     | Atlanta Falcons      | Jimmy F. Williams                                                | CB                                                               | Virginia Tech                                                    | ACC                                                              |
|  | 2    | 38     | Oakland Raiders      | Thomas Howard                                                    | LB                                                               | UTEP                                                             | C-USA                                                            |
|  | 2    | 39     | Philadelphia Eagles  | Winston Justice                                                  | OT                                                               | USC                                                              | Pac-10                                                           |
|  | 2    | 40     | Detroit Lions        | Daniel Bullocks                                                  | S                                                                | Nebraska                                                         | Big 12                                                           |
|  | 2    | 41     | Arizona Cardinals    | Deuce Lutui                                                      | G                                                                | USC                                                              | Pac-10                                                           |
|  | 2    | 42     | Chicago Bears        | Danieal Manning                                                  | S                                                                | Abilene Christian                                                | LSC                                                              |
|  | 2    | 43     | New Orleans Saints   | Roman Harper†                                                    | S                                                                | Alabama                                                          | SEC                                                              |
|  | 2    | 44     | New York Giants      | Sinorice Moss                                                    | WR                                                               | Miami (FL)                                                       | ACC                                                              |
|  | 2    | 45     | Tennessee Titans     | LenDale White                                                    | RB                                                               | USC                                                              | Pac-10                                                           |
|  | 2    | 46     | St. Louis Rams       | Joe Klopfenstein                                                 | TE                                                               | Colorado                                                         | Big 12                                                           |
|  | 2    | 47     | Green Bay Packers    | Daryn Colledge                                                   | OT                                                               | Boise State                                                      | WAC                                                              |
|  | 2    | 48     | Minnesota Vikings    | Cedric Griffin                                                   | CB                                                               | Texas                                                            | Big 12                                                           |
|  | 2    | 49     | New York Jets        | Kellen Clemens                                                   | QB                                                               | Oregon                                                           | Pac-10                                                           |
|  | 2    | 50     | San Diego Chargers   | Marcus McNeill†                                                  | OT                                                               | Auburn                                                           | SEC                                                              |
|  | 2    | 51     | Minnesota Vikings    | Ryan Cook                                                        | C                                                                | New Mexico                                                       | MWC                                                              |
|  | 2    | 52     | Green Bay Packers    | Greg Jennings†                                                   | WR                                                               | Western Michigan                                                 | MAC                                                              |
|  | 2    | 53     | Dallas Cowboys       | Anthony Fasano                                                   | TE                                                               | Notre Dame                                                       | Ind.                                                             |
|  | 2    | 54     | Kansas City Chiefs   | Bernard Pollard                                                  | S                                                                | Purdue                                                           | Big Ten                                                          |
|  | 2    | 55     | Cincinnati Bengals   | Andrew Whitworth†                                                | OT                                                               | LSU                                                              | SEC                                                              |
|  | 2    | 56     | Baltimore Ravens     | Chris Chester                                                    | C                                                                | Oklahoma                                                         | Big 12                                                           |
|  | 2    | 57     | Chicago Bears        | Devin Hester                                                     | CB                                                               | Miami (FL)                                                       | ACC                                                              |
|  | 2    | 58     | Carolina Panthers    | Richard Marshall                                                 | CB                                                               | Fresno State                                                     | WAC                                                              |
|  | 2    | 59     | Tampa Bay Buccaneers | Jeremy Trueblood                                                 | OT                                                               | Boston College                                                   | ACC                                                              |
|  | 2    | 60     | Jacksonville Jaguars | Maurice Jones-Drew†                                              | RB                                                               | UCLA                                                             | Pac-10                                                           |
|  | 2    | 61     | Denver Broncos       | Tony Scheffler                                                   | TE                                                               | Western Michigan                                                 | MAC                                                              |
|  | 2    | 62     | Indianapolis Colts   | Tim Jennings†                                                    | CB                                                               | Georgia                                                          | SEC                                                              |
|  | 2    | 63     | Seattle Seahawks     | Darryl Tapp                                                      | DE                                                               | Virginia Tech                                                    | ACC                                                              |
|  | 2    | 64     | Minnesota Vikings    | Tarvaris Jackson                                                 | QB                                                               | Alabama State                                                    | SWAC                                                             |
|  | 3    | 65     | Houston Texans       | Charles Spencer                                                  | OT                                                               | Pittsburgh                                                       | Big East                                                         |
|  | 3    | 66     | Houston Texans       | Eric Winston                                                     | OT                                                               | Miami (FL)                                                       | ACC                                                              |
|  | 3    | 67     | Green Bay Packers    | Abdul Hodge                                                      | LB                                                               | Iowa                                                             | Big Ten                                                          |
|  | 3    | 68     | St. Louis Rams       | Claude Wroten                                                    | DT                                                               | LSU                                                              | SEC                                                              |
|  | 3    | 69     | Oakland Raiders      | Paul McQuistan                                                   | G                                                                | Weber State                                                      | Big Sky                                                          |
|  | 3    | 70     | Buffalo Bills        | Ashton Youboty                                                   | CB                                                               | Ohio State                                                       | Big Ten                                                          |
|  | 3    | 71     | Philadelphia Eagles  | Chris Gocong                                                     | LB                                                               | Cal Poly                                                         | Great West                                                       |
|  | 3    | 72     | Arizona Cardinals    | Leonard Pope                                                     | TE                                                               | Georgia                                                          | SEC                                                              |
|  | 3    | 73     | Chicago Bears        | Dusty Dvoracek                                                   | DT                                                               | Oklahoma                                                         | Big 12                                                           |
|  | 3    | 74     | Detroit Lions        | Brian Calhoun                                                    | RB                                                               | Wisconsin                                                        | Big Ten                                                          |
|  | 3    | 75     | Green Bay Packers    | Jason Spitz                                                      | C                                                                | Louisville                                                       | Big East                                                         |
|  | 3    | 76     | New York Jets        | Anthony Schlegel                                                 | LB                                                               | Ohio State                                                       | Big Ten                                                          |
|  | 3    | 77     | St. Louis Rams       | Jon Alston                                                       | LB                                                               | Stanford                                                         | Pac-10                                                           |
|  | 3    | 78     | Cleveland Browns     | Travis Wilson                                                    | WR                                                               | Oklahoma                                                         | Big 12                                                           |
|  | 3    | 79     | Atlanta Falcons      | Jerious Norwood                                                  | RB                                                               | Mississippi State                                                | SEC                                                              |
|  | 3    | 80     | Jacksonville Jaguars | Clint Ingram                                                     | LB                                                               | Oklahoma                                                         | Big 12                                                           |
|  | 3    | 81     | San Diego Chargers   | Charlie Whitehurst                                               | QB                                                               | Clemson                                                          | ACC                                                              |
|  | 3    | 82     | Miami Dolphins       | Derek Hagan                                                      | WR                                                               | Arizona State                                                    | Pac-10                                                           |
|  | 3    | 83     | Pittsburgh Steelers  | Anthony Smith                                                    | S                                                                | Syracuse                                                         | Big East                                                         |
|  | 3    | 84     | San Francisco 49ers  | Brandon Williams                                                 | WR                                                               | Wisconsin                                                        | Big Ten                                                          |
|  | 3    | 85     | Kansas City Chiefs   | Brodie Croyle                                                    | QB                                                               | Alabama                                                          | SEC                                                              |
|  | 3    | 86     | New England Patriots | David Thomas                                                     | TE                                                               | Texas                                                            | Big 12                                                           |
|  | 3    | 87     | Baltimore Ravens     | David Pittman                                                    | CB                                                               | Northwestern State                                               | Southland                                                        |
|  | 3    | 88     | Carolina Panthers    | James Anderson                                                   | LB                                                               | Virginia Tech                                                    | ACC                                                              |
|  | 3    | 89     | Carolina Panthers    | Rashad Butler                                                    | OT                                                               | Miami (FL)                                                       | ACC                                                              |
|  | 3    | 90     | Tampa Bay Buccaneers | Maurice Stovall                                                  | WR                                                               | Notre Dame                                                       | Ind.                                                             |
|  | 3    | 91     | Cincinnati Bengals   | Frostee Rucker                                                   | DE                                                               | USC                                                              | Pac-10                                                           |
|  | 3    | 92     | Dallas Cowboys       | Jason Hatcher†                                                   | DE                                                               | Grambling State                                                  | SWAC                                                             |
|  | 3    | 93     | St. Louis Rams       | Dominique Byrd                                                   | TE                                                               | USC                                                              | Pac-10                                                           |
|  | 3    | 94     | Indianapolis Colts   | Freddy Keiaho                                                    | LB                                                               | San Diego State                                                  | MWC                                                              |
|  | 3    | 95     | Pittsburgh Steelers  | Willie Reid                                                      | WR                                                               | Florida State                                                    | ACC                                                              |
|  | 3    | 96     | New York Giants      | Gerris Wilkinson                                                 | LB                                                               | Georgia Tech                                                     | ACC                                                              |
|  | 3*   | 97     | New York Jets        | Eric Smith                                                       | S                                                                | Michigan State                                                   | Big Ten                                                          |
|  | 4    | 98     | Houston Texans       | Owen Daniels†                                                    | TE                                                               | Wisconsin                                                        | Big Ten                                                          |
|  | 4    | 99     | Philadelphia Eagles  | Max Jean-Gilles                                                  | G                                                                | Georgia                                                          | SEC                                                              |
|  | 4    | 100    | San Francisco 49ers  | Michael Robinson†                                                | RB                                                               | Penn State                                                       | Big Ten                                                          |
|  | 4    | 101    | Oakland Raiders      | Darnell Bing                                                     | S                                                                | USC                                                              | Pac-10                                                           |
|  | 4    | 102    | Tennessee Titans     | Calvin Lowry                                                     | S                                                                | Penn State                                                       | Big Ten                                                          |
|  | 4    | 103    | New York Jets        | Brad Smith                                                       | QB                                                               | Missouri                                                         | Big 12                                                           |
|  | 4    | 104    | Green Bay Packers    | Cory Rodgers                                                     | WR                                                               | TCU                                                              | MWC                                                              |
|  | 4    | 105    | Buffalo Bills        | Ko Simpson                                                       | S                                                                | South Carolina                                                   | SEC                                                              |
|  | 4    | 106    | New England Patriots | Garrett Mills                                                    | TE                                                               | Tulsa                                                            | C-USA                                                            |
|  | 4    | 107    | Arizona Cardinals    | Gabe Watson                                                      | DT                                                               | Michigan                                                         | Big Ten                                                          |
|  | 4    | 108    | New Orleans Saints   | Jahri Evans†                                                     | OT                                                               | Bloomsburg                                                       | PSAC                                                             |
|  | 4    | 109    | Philadelphia Eagles  | Jason Avant                                                      | WR                                                               | Michigan                                                         | Big Ten                                                          |
|  | 4    | 110    | Cleveland Browns     | Leon Williams                                                    | LB                                                               | Miami (FL)                                                       | ACC                                                              |
|  | 4    | 111    | Baltimore Ravens     | Demetrius Williams                                               | WR                                                               | Oregon                                                           | Pac-10                                                           |
|  | 4    | 112    | Cleveland Browns     | Isaac Sowells                                                    | G                                                                | Indiana                                                          | Big Ten                                                          |
|  | 4    | 113    | St. Louis Rams       | Victor Adeyanju                                                  | DE                                                               | Indiana                                                          | Big Ten                                                          |
|  | 4    | 114    | Miami Dolphins       | Joe Toledo                                                       | OT                                                               | Washington                                                       | Pac-10                                                           |
|  | 4    | 115    | Green Bay Packers    | Will Blackmon                                                    | CB                                                               | Boston College                                                   | ACC                                                              |
|  | 4    | 116    | Tennessee Titans     | Stephen Tulloch                                                  | LB                                                               | NC State                                                         | ACC                                                              |
|  | 4    | 117    | New York Jets        | Leon Washington†                                                 | RB                                                               | Florida State                                                    | ACC                                                              |
|  | 4    | 118    | New England Patriots | Stephen Gostkowski†                                              | K                                                                | Memphis                                                          | C-USA                                                            |
|  | 4    | 119    | Denver Broncos       | Brandon Marshall†                                                | WR                                                               | UCF                                                              | C-USA                                                            |
|  | 4    | 120    | Chicago Bears        | Jamar Williams                                                   | LB                                                               | Arizona State                                                    | Pac-10                                                           |
|  | 4    | 121    | Carolina Panthers    | Nate Salley                                                      | S                                                                | Ohio State                                                       | Big Ten                                                          |
|  | 4    | 122    | Tampa Bay Buccaneers | Alan Zemaitis                                                    | CB                                                               | Penn State                                                       | Big Ten                                                          |
|  | 4    | 123    | Cincinnati Bengals   | Domata Peko                                                      | DT                                                               | Michigan State                                                   | Big Ten                                                          |
|  | 4    | 124    | New York Giants      | Barry Cofield                                                    | DT                                                               | Northwestern                                                     | Big Ten                                                          |
|  | 4    | 125    | Dallas Cowboys       | Skyler Green                                                     | WR                                                               | LSU                                                              | SEC                                                              |
|  | 4    | 126    | Denver Broncos       | Elvis Dumervil†                                                  | DE                                                               | Louisville                                                       | Big East                                                         |
|  | 4    | 127    | Minnesota Vikings    | Ray Edwards                                                      | DE                                                               | Purdue                                                           | Big Ten                                                          |
|  | 4    | 128    | Seattle Seahawks     | Rob Sims                                                         | G                                                                | Ohio State                                                       | Big Ten                                                          |
|  | 4    | 129    | New York Giants      | Guy Whimper                                                      | OT                                                               | East Carolina                                                    | C-USA                                                            |
|  | 4*   | 130    | Denver Broncos       | Domenik Hixon                                                    | WR                                                               | Akron                                                            | MAC                                                              |
|  | 4*   | 131    | Pittsburgh Steelers  | Willie Colon                                                     | G                                                                | Hofstra                                                          | A-10                                                             |
|  | 4*   | 132    | Baltimore Ravens     | P.J. Daniels                                                     | RB                                                               | Georgia Tech                                                     | ACC                                                              |
|  | 4*   | 133    | Pittsburgh Steelers  | Orien Harris                                                     | DT                                                               | Miami (FL)                                                       | ACC                                                              |
|  | 5    | 134    | Buffalo Bills        | Kyle Williams†                                                   | DT                                                               | LSU                                                              | SEC                                                              |
|  | 5    | 135    | New Orleans Saints   | Rob Ninkovich                                                    | DE                                                               | Purdue                                                           | Big Ten                                                          |
|  | 5    | 136    | New England Patriots | Ryan O'Callaghan                                                 | OT                                                               | California                                                       | Pac-10                                                           |
|  | 5    | 137    | Tennessee Titans     | Terna Nande                                                      | LB                                                               | Miami (OH)                                                       | MAC                                                              |
|  | 5    | 138    | Dallas Cowboys       | Pat Watkins                                                      | S                                                                | Florida State                                                    | ACC                                                              |
|  | 5    | 139    | Atlanta Falcons      | Quinn Ojinnaka                                                   | OT                                                               | Syracuse                                                         | Big East                                                         |
|  | 5    | 140    | San Francisco 49ers  | Parys Haralson                                                   | DE                                                               | Tennessee                                                        | SEC                                                              |
|  | 5    | 141    | Detroit Lions        | Jonathan Scott                                                   | OT                                                               | Texas                                                            | Big 12                                                           |
|  | 5    | 142    | Arizona Cardinals    | Brandon Johnson                                                  | LB                                                               | Louisville                                                       | Big East                                                         |
|  | 5    | 143    | Buffalo Bills        | Brad Butler                                                      | OT                                                               | Virginia                                                         | ACC                                                              |
|  | 5    | 144    | St. Louis Rams       | Marques Hagans                                                   | WR                                                               | Virginia                                                         | ACC                                                              |
|  | 5    | 145    | Cleveland Browns     | Jerome Harrison                                                  | RB                                                               | Washington State                                                 | Pac-10                                                           |
|  | 5    | 146    | Baltimore Ravens     | Dawan Landry                                                     | S                                                                | Georgia Tech                                                     | ACC                                                              |
|  | 5    | 147    | Philadelphia Eagles  | Jeremy Bloom                                                     | WR                                                               | Colorado                                                         | Big 12                                                           |
|  | 5    | 148    | Green Bay Packers    | Ingle Martin                                                     | QB                                                               | Furman                                                           | SoCon                                                            |
|  | 5    | –      | Miami Dolphins       | Selezione revocata per avere scelto nel Draft supplementare 2005 | Selezione revocata per avere scelto nel Draft supplementare 2005 | Selezione revocata per avere scelto nel Draft supplementare 2005 | Selezione revocata per avere scelto nel Draft supplementare 2005 |
|  | 5    | 149    | Minnesota Vikings    | Greg Blue                                                        | S                                                                | Georgia                                                          | SEC                                                              |
|  | 5    | 150    | New York Jets        | Jason Pociask                                                    | TE                                                               | Wisconsin                                                        | Big Ten                                                          |
|  | 5    | 151    | San Diego Chargers   | Tim Dobbins                                                      | LB                                                               | Iowa State                                                       | Big 12                                                           |
|  | 5    | 152    | Cleveland Browns     | DeMario Minter                                                   | CB                                                               | Georgia                                                          | SEC                                                              |
|  | 5    | 153    | Washington Redskins  | Anthony Montgomery                                               | DT                                                               | Minnesota                                                        | Big Ten                                                          |
|  | 5    | 154    | Kansas City Chiefs   | Marcus Maxey                                                     | CB                                                               | Miami (FL)                                                       | ACC                                                              |
|  | 5    | 155    | Carolina Panthers    | Jeff King                                                        | TE                                                               | Virginia Tech                                                    | ACC                                                              |
|  | 5    | 156    | Tampa Bay Buccaneers | Julian Jenkins                                                   | DE                                                               | Stanford                                                         | Pac-10                                                           |
|  | 5    | 157    | Cincinnati Bengals   | A.J. Nicholson                                                   | LB                                                               | Florida State                                                    | ACC                                                              |
|  | 5    | 158    | New York Giants      | Charlie Peprah                                                   | S                                                                | Alabama                                                          | SEC                                                              |
|  | 5    | 159    | Chicago Bears        | Mark Anderson                                                    | DE                                                               | Alabama                                                          | SEC                                                              |
|  | 5    | 160    | Jacksonville Jaguars | Brent Hawkins                                                    | DE                                                               | Illinois State                                                   | Gateway                                                          |
|  | 5    | 161    | Denver Broncos       | Chris Kuper                                                      | G                                                                | North Dakota                                                     | NCIAC                                                            |
|  | 5    | 162    | Indianapolis Colts   | Michael Toudouze                                                 | G                                                                | TCU                                                              | MWC                                                              |
|  | 5    | 163    | Seattle Seahawks     | David Kirtman                                                    | FB                                                               | USC                                                              | Pac-10                                                           |
|  | 5    | 164    | Pittsburgh Steelers  | Omar Jacobs                                                      | QB                                                               | Bowling Green                                                    | MAC                                                              |
|  | 5*   | 165    | Green Bay Packers    | Tony Moll                                                        | OT                                                               | Nevada                                                           | WAC                                                              |
|  | 5*   | 166    | Baltimore Ravens     | Quinn Sypniewski                                                 | TE                                                               | Colorado                                                         | Big 12                                                           |
|  | 5*   | 167    | Pittsburgh Steelers  | Charles Davis                                                    | TE                                                               | Purdue                                                           | Big Ten                                                          |
|  | 5*   | 168    | Philadelphia Eagles  | Omar Gaither                                                     | LB                                                               | Tennessee                                                        | SEC                                                              |
|  | 5*   | 169    | Tennessee Titans     | Jesse Mahelona                                                   | DT                                                               | Tennessee                                                        | SEC                                                              |
|  | 6    | 170    | Houston Texans       | Wali Lundy                                                       | RB                                                               | Virginia                                                         | ACC                                                              |
|  | 6    | 171    | New Orleans Saints   | Mike Hass                                                        | WR                                                               | Oregon State                                                     | Pac-10                                                           |
|  | 6    | 172    | Tennessee Titans     | Jonathan Orr                                                     | WR                                                               | Wisconsin                                                        | Big Ten                                                          |
|  | 6    | 173    | Washington Redskins  | Reed Doughty                                                     | S                                                                | Northern Colorado                                                | Great West                                                       |
|  | 6    | 174    | New Orleans Saints   | Josh Lay                                                         | CB                                                               | Pittsburgh                                                       | Big East                                                         |
|  | 6    | 175    | San Francisco 49ers  | Delanie Walker                                                   | TE/FB                                                            | Central Missouri State                                           | MIAA                                                             |
|  | 6    | 176    | Oakland Raiders      | Kevin Boothe                                                     | OT                                                               | Cornell                                                          | Ivy                                                              |
|  | 6    | 177    | Arizona Cardinals    | Jonathan Lewis                                                   | DT                                                               | Virginia Tech                                                    | ACC                                                              |
|  | 6    | 178    | Buffalo Bills        | Keith Allison                                                    | LB                                                               | Oregon State                                                     | Pac-10                                                           |
|  | 6    | 179    | Detroit Lions        | Dee McCann                                                       | CB                                                               | West Virginia                                                    | Big East                                                         |
|  | 6    | 180    | Cleveland Browns     | Lawrence Vickers†                                                | FB                                                               | Colorado                                                         | Big 12                                                           |
|  | 6    | 181    | Cleveland Browns     | Babatunde Oshinowo                                               | DT                                                               | Stanford                                                         | Pac-10                                                           |
|  | 6    | 182    | Dallas Cowboys       | Montavious Stanley                                               | DT                                                               | Louisville                                                       | Big East                                                         |
|  | 6    | 183    | Green Bay Packers    | Johnny Jolly                                                     | DT                                                               | Texas A&M                                                        | Big 12                                                           |
|  | 6    | 184    | Atlanta Falcons      | Adam Jennings                                                    | WR                                                               | Fresno State                                                     | WAC                                                              |
|  | 6    | 185    | Green Bay Packers    | Tyrone Culver                                                    | DB                                                               | Fresno State                                                     | WAC                                                              |
|  | 6    | 186    | Kansas City Chiefs   | Tre' Stallings                                                   | OT                                                               | Ole Miss                                                         | SEC                                                              |
|  | 6    | 187    | San Diego Chargers   | Jeromey Clary                                                    | OT                                                               | Kansas State                                                     | Big 12                                                           |
|  | 6    | 188    | San Diego Chargers   | Kurt Smith                                                       | K                                                                | Virginia                                                         | ACC                                                              |
|  | 6    | 189    | New York Jets        | Drew Coleman                                                     | CB                                                               | TCU                                                              | MWC                                                              |
|  | 6    | 190    | Kansas City Chiefs   | Jeff Webb                                                        | WR                                                               | San Diego State                                                  | MWC                                                              |
|  | 6    | 191    | New England Patriots | Jeremy Mincey                                                    | DE                                                               | Florida                                                          | SEC                                                              |
|  | 6    | 192    | San Francisco 49ers  | Marcus Hudson                                                    | S                                                                | NC State                                                         | ACC                                                              |
|  | 6    | 193    | Cincinnati Bengals   | Reggie McNeal                                                    | QB                                                               | Texas A&M                                                        | Big 12                                                           |
|  | 6    | 194    | Tampa Bay Buccaneers | Bruce Gradkowski                                                 | QB                                                               | Toledo                                                           | MAC                                                              |
|  | 6    | 195    | Chicago Bears        | J.D. Runnels                                                     | FB                                                               | Oklahoma                                                         | Big 12                                                           |
|  | 6    | 196    | Washington Redskins  | Kedric Golston                                                   | DT                                                               | Georgia                                                          | SEC                                                              |
|  | 6    | 197    | San Francisco 49ers  | Melvin Oliver                                                    | DE                                                               | LSU                                                              | SEC                                                              |
|  | 6    | 198    | Denver Broncos       | Greg Eslinger                                                    | C                                                                | Minnesota                                                        | Big Ten                                                          |
|  | 6    | 199    | Indianapolis Colts   | Charlie Johnson                                                  | OT                                                               | Oklahoma State                                                   | Big 12                                                           |
|  | 6    | 200    | Chicago Bears        | Tyler Reed                                                       | G                                                                | Penn State                                                       | Big Ten                                                          |
|  | 6    | 201    | Pittsburgh Steelers  | Marvin Philip                                                    | C                                                                | California                                                       | Pac-10                                                           |
|  | 6*   | 202    | Tampa Bay Buccaneers | T.J. Williams                                                    | TE                                                               | NC State                                                         | ACC                                                              |
|  | 6*   | 203    | Baltimore Ravens     | Sam Koch                                                         | P                                                                | Nebraska                                                         | Big 12                                                           |
|  | 6*   | 204    | Philadelphia Eagles  | LaJuan Ramsey                                                    | DT                                                               | USC                                                              | Pac-10                                                           |
|  | 6*   | 205    | New England Patriots | Dan Stevenson                                                    | G                                                                | Notre Dame                                                       | Ind.                                                             |
|  | 6*   | 206    | New England Patriots | Le Kevin Smith                                                   | DT                                                               | Nebraska                                                         | Big 12                                                           |
|  | 6*   | 207    | Indianapolis Colts   | Antoine Bethea†                                                  | S                                                                | Howard                                                           | MEAC                                                             |
|  | 6*   | 208    | Baltimore Ravens     | Derrick Martin                                                   | CB                                                               | Wyoming                                                          | MWC                                                              |
|  | 7    | 209    | Cincinnati Bengals   | Ethan Kilmer                                                     | DB                                                               | Penn State                                                       | Big Ten                                                          |
|  | 7    | 210    | New Orleans Saints   | Zach Strief                                                      | OT                                                               | Northwestern                                                     | Big Ten                                                          |
|  | 7    | 211    | Dallas Cowboys       | Pat McQuistan                                                    | OT                                                               | Weber State                                                      | Big Sky                                                          |
|  | 7    | 212    | Miami Dolphins       | Fred Evans                                                       | DT                                                               | Texas State                                                      | Southland                                                        |
|  | 7    | 213    | Jacksonville Jaguars | James Wyche                                                      | DE                                                               | Syracuse                                                         | Big East                                                         |
|  | 7    | 214    | Oakland Raiders      | Chris Morris                                                     | C                                                                | Michigan State                                                   | Big Ten                                                          |
|  | 7    | 215    | Tennessee Titans     | Cortland Finnegan†                                               | DB                                                               | Samford                                                          | OVC                                                              |
|  | 7    | 216    | Buffalo Bills        | Terrance Pennington                                              | OT                                                               | New Mexico                                                       | MWC                                                              |
|  | 7    | 217    | Detroit Lions        | Fred Matua                                                       | G                                                                | USC                                                              | Pac-10                                                           |
|  | 7    | 218    | Arizona Cardinals    | Todd Watkins                                                     | WR                                                               | BYU                                                              | MWC                                                              |
|  | 7    | 219    | Baltimore Ravens     | Ryan LaCasse                                                     | DE                                                               | Syracuse                                                         | Big East                                                         |
|  | 7    | 220    | New York Jets        | Titus Adams                                                      | DT                                                               | Nebraska                                                         | Big 12                                                           |
|  | 7    | 221    | St. Louis Rams       | Tim McGarigle                                                    | LB                                                               | Northwestern                                                     | Big Ten                                                          |
|  | 7    | 222    | Cleveland Browns     | Justin Hamilton                                                  | S                                                                | Virginia Tech                                                    | ACC                                                              |
|  | 7    | 223    | Atlanta Falcons      | D.J. Shockley                                                    | QB                                                               | Georgia                                                          | SEC                                                              |
|  | 7    | 224    | Dallas Cowboys       | E.J. Whitley                                                     | C                                                                | Texas Tech                                                       | Big 12                                                           |
|  | 7    | 225    | San Diego Chargers   | Chase Page                                                       | DT                                                               | North Carolina                                                   | ACC                                                              |
|  | 7    | 226    | Miami Dolphins       | Rodrique Wright                                                  | DT                                                               | Texas                                                            | Big 12                                                           |
|  | 7    | 227    | San Diego Chargers   | Jimmy Martin                                                     | OT                                                               | Virginia Tech                                                    | ACC                                                              |
|  | 7    | 228    | Kansas City Chiefs   | Jarrad Page                                                      | S                                                                | UCLA                                                             | Pac-10                                                           |
|  | 7    | 229    | New England Patriots | Willie Andrews                                                   | S                                                                | Baylor                                                           | Big 12                                                           |
|  | 7    | 230    | Washington Redskins  | Kili Lefotu                                                      | G                                                                | Arizona                                                          | Pac-10                                                           |
|  | 7    | 231    | Cincinnati Bengals   | Bennie Brazell                                                   | WR                                                               | LSU                                                              | SEC                                                              |
|  | 7    | 232    | New York Giants      | Gerrick McPhearson                                               | CB                                                               | Maryland                                                         | ACC                                                              |
|  | 7    | 233    | Miami Dolphins       | Devin Aromashodu                                                 | WR                                                               | Auburn                                                           | SEC                                                              |
|  | 7    | 234    | Carolina Panthers    | Will Montgomery                                                  | C                                                                | Virginia Tech                                                    | ACC                                                              |
|  | 7    | 235    | Tampa Bay Buccaneers | Justin Phinisee                                                  | CB                                                               | Oregon                                                           | Pac-10                                                           |
|  | 7    | 236    | Jacksonville Jaguars | Dee Webb                                                         | CB                                                               | Florida                                                          | SEC                                                              |
|  | 7    | 237    | Carolina Panthers    | Stanley McClover                                                 | DE                                                               | Auburn                                                           | SEC                                                              |
|  | 7    | 238    | Indianapolis Colts   | T.J. Rushing                                                     | CB                                                               | Stanford                                                         | Pac-10                                                           |
|  | 7    | 239    | Seattle Seahawks     | Ryan Plackemeier                                                 | P                                                                | Wake Forest                                                      | ACC                                                              |
|  | 7    | 240    | Pittsburgh Steelers  | Cedric Humes                                                     | RB                                                               | Virginia Tech                                                    | ACC                                                              |
|  | 7*   | 241    | Tampa Bay Buccaneers | Charles Bennett                                                  | DE                                                               | Clemson                                                          | ACC                                                              |
|  | 7*   | 242    | St. Louis Rams       | Mark Setterstrom                                                 | G                                                                | Minnesota                                                        | Big Ten                                                          |
|  | 7*   | 243    | St. Louis Rams       | Tony Palmer                                                      | G                                                                | Missouri                                                         | Big 12                                                           |
|  | 7*   | 244    | Tampa Bay Buccaneers | Tim Massaquoi                                                    | TE                                                               | Michigan                                                         | Big Ten                                                          |
|  | 7*   | 245    | Tennessee Titans     | Spencer Toone                                                    | LB                                                               | Utah                                                             | MWC                                                              |
|  | 7*   | 246    | Tennessee Titans     | Quinton Ganther                                                  | RB                                                               | Utah                                                             | MWC                                                              |
|  | 7*   | 247    | Detroit Lions        | Anthony Cannon                                                   | LB                                                               | Tulane                                                           | C-USA                                                            |
|  | 7*   | 248    | Buffalo Bills        | Aaron Merz                                                       | G                                                                | California                                                       | Pac-10                                                           |
|  | 7*   | 249    | Seattle Seahawks     | Benjamin Obomanu                                                 | WR                                                               | Auburn                                                           | SEC                                                              |
|  | 7*   | 250    | Washington Redskins  | Kevin Simon                                                      | LB                                                               | Tennessee                                                        | SEC                                                              |
|  | 7^   | 251    | Houston Texans       | David Anderson                                                   | WR                                                               | Colorado State                                                   | MWC                                                              |
|  | 7^   | 252    | New Orleans Saints   | Marques Colston                                                  | WR                                                               | Hofstra                                                          | A-10                                                             |
|  | 7^   | 253    | Green Bay Packers    | Dave Tollefson                                                   | DE                                                               | NW Missouri State                                                | MIAA                                                             |
|  | 7^   | 254    | San Francisco 49ers  | Vickiel Vaughn                                                   | S                                                                | Arkansas                                                         | SEC                                                              |
|  | 7^   | 255    | Oakland Raiders      | Kevin McMahan                                                    | WR                                                               | Maine                                                            | A-10                                                             |